# 20-й військовий округ (Третій Рейх)

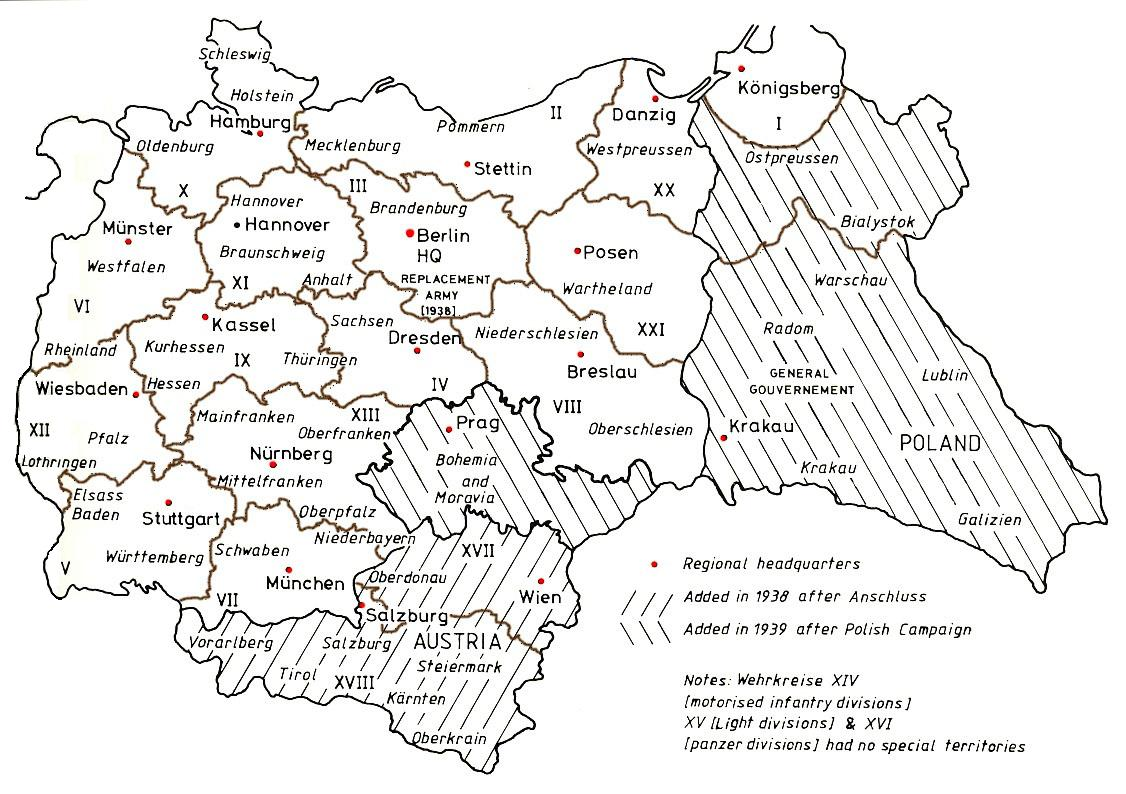
Карта військово-адміністративного розподілу Третього Рейху на 1944 рік

20-й військовий округ (нім. Wehrkreis XX) — одиниця військово-адміністративного поділу Збройних сил Німеччини за часів Третього Рейху на території окупованої Польщі, що мав назву Західна Пруссія та Данциг.

## Командування

### Командувачі
- Генерал від інфантерії Макс Бок (нім. Max Bock) (23 жовтня 1939 — 30 квітня 1943).
- Генерал від інфантерії Бодевін Кейтель (нім. Bodewin Keitel) (30 квітня 1943 — 30 листопада 1944).
- Генерал від інфантерії Карл Вільгельм Шпехт (нім. Karl Wilhelm Specht) (30 листопада 1944 — січень 1945).